# Mourtala Diakité
Pour les articles homonymes, voir Diakité.
Cheick Mourtala Diakité, né le 1er octobre 1980 à Bamako, est un footballeur de nationalité malienne.

## Biographie
Formé au Cercle Olympique de Bamako (COB), il a été Champion de la 2e division avec le COB en 1999. En 2000 et 2002 il a gagné la coupe du Mali de football. Mourtala a été sélectionné en Equipe nationale du Mali. Il a aussi joué en Coupe d'Afrique des clubs avec le C.O.B de Bamako en 2000 (sortie au premier tour contre Inter Club de Luanda), en 2002 il a joué quatre matchs de coupe d'Afrique avec le C.O.B (C.O.B contre AS Douanes de Dakar et C.O.B contre Club Africain de Tunis). Le Club Olympique son club d'origine joue en 1re Division au Mali (vice-champion en 2005) et détenteur de deux coupes du Mali, de Coupe INPS et de la Coupe BDM.Depuis 2005 il joue au Portugal.
En août 2008, il signe en Roumanie au Dinamo Bucarest.
En décembre 2008, il signe au Portugal au CF Belenenses.